# 绣山街道
绣山街道，中国浙江省温州市鹿城区下辖的一个街道。

## 辖区
该街道辖有：	吴宅居委会、龙沈居委会、绣山居委会、划龙桥居委会、万源社区、大自然社区、锦江社区、前网村、上田村、横渎村、巨一村、龙沈村、划龙桥村。